# Agapophytus lissohoplon
Agapophytus lissohoplon är en tvåvingeart som beskrevs av Shaun L. Winterton och Irwin 2001. Agapophytus lissohoplon ingår i släktet Agapophytus och familjen stilettflugor. Inga underarter finns listade i Catalogue of Life.